# Фёдоровка (село, городской округ город Тула)
Фёдоровка — село в Тульской области России. 
В рамках организации местного самоуправления входит в городской округ город Тула, в рамках административно-территориального устройства является центром Фёдоровского сельского округа Ленинского района Тульской области.

## География
Расположено на реке Упа, в 15 км к западу от областного центра, города Тула (по прямой от Тульского кремля).

## История
До 1990-х гг. было центром Фёдоровского сельского Совета. В 1997 году стало центром Фёдоровского сельского округа Ленинского района Тульской области. 
В рамках организации местного самоуправления с 2006 до 2014 гг. село было центром сельского поселения Фёдоровское Ленинского района, с 2015 года входит в Привокзальный территориальный округ в рамках городского округа город Тула.

## Население
| 2002 | 2010  |
| ---- | ----- |
| 1126 | ↘1105 |